# Myrmecaelurus varians
Myrmecaelurus varians is een insect uit de familie van de mierenleeuwen (Myrmeleontidae), die tot de orde netvleugeligen (Neuroptera) behoort. 
Myrmecaelurus varians is voor het eerst wetenschappelijk beschreven door Navás in 1913.